# Where's Willy?
Where's Willy? è un sito web che segna la circolazione geografica della valuta cartacea canadese. Il nome Willy si riferisce a Sir Wilfrid Laurier, il settimo Primo Ministro del Canada il cui ritratto appare sulla banconota da 5 dollari.
Where's Willy? nasce dopo la popolarità di Where's George?, il sito che tiene traccia dei dollari degli Stati Uniti d'America.

## Caratteristiche
Il sito gratuito creato da Hank Eskin, consulente di Brookline (Massachusetts), permette alle persone di inserire il proprio codice postale e il numero seriale e la serie della banconota di qualsiasi denominazione canadese da 5 a 100 dollari. Una volta che una banconota viene registrata, il sito riporta il tempo tra gli inserimenti, la distanza percorsa e le eventuali osservazioni inserite da parte degli utenti. 
Dal momento che il Canada ha sostituito le banconote da una e due dollari con monete, quella da 5 dollari è la più piccola denominazione monitorata da Where's Willy?.
Nel mese di aprile 2003, USA Today ha nominato il sito www.whereswilly.com uno dei suoi "Hot sites".
Al 14 settembre 2016, Where's Willy? ha monitorato più di 4.600.000 banconote per un totale di oltre 69.700.000 dollari canadesi.
I ricercatori che studiano le pandemie hanno usato siti di monitoraggio della valuta come questo per tracciare i modelli di viaggio e per trovare indizi su come combattere la diffusione di malattie come la SARS.

## "Willy Index"
Il "Willy Index" (Indice di Willy) è il metodo per classificare gli utenti in base al numero di banconote inserite e in base al numero di hit ottenute. La formula è la seguente:
dove:
- bills entered = numero di banconote inserite
- hits = numero di hit dell'utente
- days of inactivity = giorni di inattività dell'utente

Questa formula logaritmica significa che più banconote vengono inserite dall'utente, più hit possono essere ottenute dall'utente, meno aumenta il punteggio dell'utente per ogni nuova banconota o nuova hit.